# U.S.V. Ré Basket Saint-Clément-les-Baleines
El U.S.V. Ré Basket Saint-Clément-les-Baleines es un equipo de baloncesto francés con sede en la ciudad de Saint-Clément-des-Baleines, que compite en categorías regionales. Disputa sus partidos en la Salle Polyvalente du Godinand.

## Posiciones en liga
- 2011 - (NM3)
- 2012 - (5-NM2)
- 2013 - (8-NM2)
- 2014 - (6-NM2)
- 2015 - (4-NM2)
- 2016 - (5-NM2)
- 2017 - (8-NM2)